# Eduardas Borisovas
Eduardas Borisovas (ur. 30 sierpnia 1964 w Moskwie) – litewski dziennikarz i dyplomata, w latach 2019–2023 ambasador Litwy w Polsce, od 2023 ambasador Litwy w Chorwacji.

## Życiorys
W 1982 ukończył szkołę średnią nr 1 w Taurogach. W 1989 ukończył dziennikarstwo na Wydziale Historii Uniwersytetu Wileńskiego. W czasie studiów w latach 1986–1989 pisał do gazety "Komjaunimo tiesa" (litewski odpowiednik pisma „Komsomolskaja prawda", w 1990 przekształcony w dziennik „Lietuvos rytas”), następnie do działu analitycznego dziennika "Respublika" (1989–1991).
W 1989 rozpoczął pracę na stanowisku I sekretarza wydziału prasowego Ministerstwa Spraw Zagranicznych LSRR. W latach 1990–1991 zajmował to samo stanowisko w Wydziale Regionów MSZ Republiki Litewskiej. W latach 1991 był przedstawicielem ministra spraw zagranicznych i szefem Biura Informacji Republiki Litewskiej w Rzeczypospolitej Polskiej. Po powrocie na Litwę kierował pracami wydziału ds. Europy Środkowo-Wschodniej. W 1992 został chargé d’affaires a.i. Litwy w Czechosłowacji, a po jej rozpadzie w 1993 w Republice Czeskiej i Republice Słowackiej. Po powrocie na Litwę rozpoczął pracę na stanowisku dyrektora Departamentu Protokołu Państwowego i Dyplomatycznego. W latach 1998–2001 pracował w Stałym Przedstawicielstwie Litwy przy Biurze Narodów Zjednoczonych i innych organizacjach międzynarodowych w Genewie najpierw jako radca-minister, później jako chargé d’affaires a.i. W latach 2001–2004 zajmował kolejno stanowiska: radcy i szefa grupy ds. współpracy regionalnej i ambasadora ds. współpracy regionalnej w regionie Morza Bałtyckiego. Reprezentował Litwę Komitecie Wyższych Urzędników Rady Państw Morza Bałtyckiego. W latach 2004–2005 był konsulem generalnym Litwy w Petersburgu, a w latach 2005–2009 ambasadorem, stałym przedstawicielem Litwy przy Biurze NZ i innych organizacjach międzynarodowych w Genewie. Zajmował się, m.in. kwestią Konwencji o zakazie lub ograniczeniu użycia pewnych broni konwencjonalnych. W latach 2009–2015 sprawował funkcję zastępcy Dyrektora Generalnego Sekretariatu Rady Państw Morza Bałtyckiego w Sztokholmie. W 2015 pracował jako ambasador ds. południowego sąsiedztwa UE a następnie jako dyrektor Departamentu Ameryki Łacińskiej, Afryki, Azji i Pacyfiku.
16 listopada 2018 prezydent Dalia Grybauskaitė wręczyła mu listy uwierzytelniające jako nowemu ambasadorowi w Warszawie, które 9 stycznia 2019 Borisovas złożył na ręce prezydenta Andrzeja Dudy. Misję pełnił do 2023. W tym samym roku objął funkcję ambasadora w Chorwacji. Wyznaczono go również na ambasadora w Czarnogórze i Kosowie. Na początku lutego 2024 wręczył listy uwierzytelniające prezydentowi Czarnogóry, zaś na początku marca prezydent Kosowa.

## Życie prywatne
Eduardas Borisovas jest żonaty. Deklaruje znajomość języka angielskiego, polskiego, francuskiego, czeskiego, słowackiego i rosyjskiego.

## Odznaczenia
- Krzyż Oficerski Orderu Zasługi Rzeczypospolitej Polskiej (Polska, 1997)[7]
- Krzyż Kawalerski Orderu „Za Zasługi dla Litwy" (Litwa, 2003)[8]
- Krzyż Komandorski Orderu Zasługi Rzeczypospolitej Polskiej (Polska, 2019)[9]
- Krzyż Komandorski z Gwiazdą Orderu Zasługi Rzeczypospolitej Polskiej (Polska, 2023)[10]
- Krzyż Komandorski Orderu Danebroga (Dania)
- Krzyż Komandorski Order Narodowego Zasługi (Francja)